# Una famiglia quasi perfetta
Una famiglia quasi perfetta (Somos familia) è una telenovela argentina in onda dal 6 gennaio al 20 ottobre 2014 sul canale Telefe con protagonisti Ana María Orozco e Gustavo Bermúdez.
La storia è composta da 184 puntate della durata di 45 minuti ciascuna. Dal 3 novembre 2014 è trasmessa in Italia sulla rete pay Mya, con episodi quotidiani. Dal 26 gennaio 2015 è in onda sul canale gratuito La 5, mentre dal 2 marzo 2015 è stata spostata su Novela e su alcune tv locali.

## Trama
Joaquin Navarro è un famoso ex corridore di moto, a capo di una importante industria di motori ed uno degli scapoli d'oro per eccellenza del Paese. Manuela, invece, è una brillante giornalista che però nasconde un passato doloroso: a 15 anni era rimasta incinta ma era stata obbligata dalla famiglia a dare la bambina in adozione.
La vita di Joaquin cambierà radicalmente il giorno in cui il suo socio, nonché migliore amico Sergio, morirà in terribile incidente insieme a sua moglie e lui deciderà di prendersi a carico ed allevare i loro figli rimasti orfani. Tra questi bambini c'è anche Pilar, che altri non è che la figlia di Manuela, che appena ritrova le sue tracce, decide di farsi assumere come domestica di Joaquin fingendo di chiamarsi Ramona, così da poter trascorrere un po' di tempo con Pilar.
La ragazza non immagina nemmeno che oltre ad aver ritrovato sua figlia, ha finalmente incontrato anche il suo grande amore: Joaquin. Ma non saranno tutte rose e fiori, infatti a renderle la vita difficile ci penseranno Azucena, la rigida e gelosa governante della villa, ed Irene, da sempre innamorata di Joaquin e che vede Manuela come un ostacolo.

## Puntate
| Stagione       | Episodi | Prima TV Argentina | Prima TV Italia |
| -------------- | ------- | ------------------ | --------------- |
| Prima stagione | 184     | 2014               | 2014-2015       |

## Distribuzione internazionale
| Paese     | Canale                     | Data uscita                                      | Titolo nel paese               |
| --------- | -------------------------- | ------------------------------------------------ | ------------------------------ |
| Argentina | Telefe                     | 6 gennaio 2014                                   | Somos Familia                  |
| Uruguay   | Monte Carlo TV             | 2014                                             | Somos Familia                  |
| Italia    | Mya - La5 - Mediaset Extra | 3 novembre 2014 - 26 gennaio 2015 - 2 marzo 2015 | Una famiglia quasi... perfetta |